# Pterocomma jacksoni
Pterocomma jacksoni är en insektsart som beskrevs av Theobald 1921. Pterocomma jacksoni ingår i släktet Pterocomma och familjen långrörsbladlöss. Arten är reproducerande i Sverige. Inga underarter finns listade i Catalogue of Life.